# Jarosław Wołkonowski
Jarosław Wołkonowski (ur. 19 maja 1956 w Gudelach) – litewski historyk i fizyk narodowości polskiej. Były dziekan Wydziału Ekonomiczno–Informatycznego filii w Wilnie Uniwersytetu w Białymstoku.

## Życiorys
W 1974 roku ukończył Szkołę Średnią nr 19 (obecnie Gimnazjum im. Syrokomli) w Wilnie. Następnie studiował fizykę na Uniwersytecie Wileńskim. W roku 1995 w Instytucie Nauk Politycznych Uniwersytetu Warszawskiego napisał i obronił pracę doktorską. W latach 1995–98 był zastępcą redaktora naczelnego dziennika Kurier Wileński. W latach 1998–2005 pracował początkowo jako adiunkt, a następnie jako p.o. docenta na Universitas Studiorum Polona Vilnensis. W 2005 roku w Instytucie Studiów Politycznych Polskiej Akademii Nauk obronił Pracę habilitacyjną na temat „Stosunki polsko-żydowskie w Wilnie i na Wileńszczyźnie w latach 1919-1939”. W 2006 roku na Wydziale Prawa na Uniwersytecie w Białymstoku został profesorem nadzwyczajnym. Od momentu powstania w 2007 do 2016 sprawował funkcję dziekana Wydziału Ekonomiczno–Informatycznego filii w Wilnie Uniwersytetu w Białymstoku. 
Pisał artykuły dla mediów takich jak: “Karta”, “Mars”, Gazeta Wyborcza, Lietuvos Rytas, Kurier Wileński, “Nasza Gazeta” na temat polskiego podziemia wileńskiego w czasie drugiej wojny światowej oraz stosunków polsko-żydowskich na Wileńszczyźnie w okresie międzywojennym.
W latach 1988–2000 zasiadał trzy razy w Zarządzie Głównym Związku Polaków na Litwie. W latach 1998–2011 był prezesem Stowarzyszenia Naukowców Polaków Litwy.
Obecnie pracuje nauczycielem w Gimnazjum im. Syrokomli w Wilnie (od roku 2020).
Żona Biruta, córki Katarzyna i Justyna, syn Gabriel.

## Odznaczenia
- Złoty Krzyż Zasługi (2000)[4]
- Medal „Pro Memoria” (2007)[5]
- Krzyż Oficerski Orderu Zasługi Rzeczypospolitej Polskiej (2009)[6]

## Prace
- Sympozjum historyczne “Rok 1944 na Wileńszczyźnie”: Wilno 30 czerwca–1 lipca 1994 r. (ed.), Warsaw: Biblioteka “Kuriera Wileńskiego,” 1996,
- Okręg Wileński Związku Walki Zbrojnej – Armii Krajowej w latach 1939–1945, Warszawa 1996
- Stosunki polsko-żydowskie w Wilnie i na Wileńszczyźnie 1919-1939, Wydawnictwo Uniwersytetu w Białymstoku, ISBN 83-7431-007-3, 2004